# Максимій I Константинопольський
Максимій, також знаний як Максимій I або Максимій Кінік, — архієпископом Константинополя у 380 році, попередник Григорія Богослова на цій посаді.

## Біографія
Народився в Александрії в бідній родині, що постраждала через гоніння на християн (втім невідомо,  від язичників чи аріанців). Максимій поєднував в собі віру православного християнина і вигляд та характер філософа кініка. Спочатку його дуже поважали провідні богослови ортодоксального спрямування. Афанасій у листі, написаному близько 371 року,  робить йому кілька компліментів за твір, написаний на захист православної віри.
У 374 році, під час правління імператора Валента, в ході переслідувань здійснених Луцієм, патріархом Александрійським аріанського спрямування, Максимій був побитий і відправлений в заслання за ревність по православ'ю і допомогу іншим постраждалим від гонінь. Через чотири роки, ймовірно, після смерті Валента, був звільнений, і через деякий час після звільнення подарував імператору Граціану в Мілані свою роботу Περὶ τῆς πίστεως, De Fide, в якій було піддано критиці аріан.
Він критикував і інших єретиків та язичників, проте невідомо в яких саме творах. Очевидно, повернувшись з Мілана, він відвідав Константинополь, де Григорій Назіанзін щойно був призначений патріархом (379 р.). Григорій прийняв його з найвищою пошаною, виголосивши в присутності парафіян перед відправленням євхаристії панегіричну промову (Слово 25) на його честь. В ході подальших подій Григорій  розчарувався у Максимії, втім не зрозуміло, була ця переміна відповіддю на амбіційність самого Максимія, чи той лиш опинився інструментом в чиїйсь боротьбі за владу. Користуючись хворобою патріарха Григорія група єгипетських церковників, посланих патріархом Александрійським Петром II, спробували таємно висвятити Максимія на патріарха Константинопольського замість Григорія, обрання якого вважалося не канонічним. Обряд посвячення здійснювався вночі в архієпископському храмі, проте звістка про ці їхні дії швидко поширилася і обряд було перервано представниками магістрату.
Ця спроба викликала велике обурення в народі, серед якого Григорій був популярним. Максимій вирушив до Солуні, щоб порушити питання перед імператором Феодосієм I. Прийом імператора був холодний, він доручив єпископу Солуні Асколію передати справу Папі Дамасію I. У двох листах від Дамасія було висловлено занепокоєння через висвячення Максимія у єпископи. Тоді Максимій повернувся до Александрії і зажадав від патріарха Александрійського Петра II аби той допоміг йому відновитися на посаді Константинопольського патріарха. Ці події відбувались імовірно в 379 році, до смерті Петра і вступу на посаду Тимофія I Олександрійського
Відставка Константинопольського патріарха Григорія, якого змінив Нектарій, не принесла користі Максимію. На Першому Константинопольському соборі, претензії Максимія на Константинопольський престол було одноголосно відхилено: останній із чотирьох канонів цього собору постановляв, що «він не був і не є єпископом, а також здійснені ним висвячення  інших не є дійсними». 
Восени 381 року Синод, який відбувся або в Аквілеї, або в Мілані під президентством Амвросія, розглядав претензії Максимія. Була подана лише точка зору Максимія на попередні події та відсутні всякі заперечення відносно неканонічності єпископства Григорія. Піддано серйозному осуду обрання Нектарія, який був нехрещеним чиновником. Також Максимій подав листи Петра, покійного патріарха Александрійського, щоб підтвердити своє канонічне спілкування з Александрійською церквою. Італійські єпископи висловилися на користь Максимія і відмовилися визнавати як Григорія, так і Нектарія. 
В листі Амвросія та його братів-прелатів до Феодосія заперечувалася діяльність Нектарія як неправомірного єпископа, оскільки, як вони вважали, кафедра Константинополя належала Максимію. Вимагалося відновлення Максимія на посаді, а також проведення в Римі Вселенського собору церков Сходу і Заходу, щоб урегулювати спірні єпископати Константинополя і Антіохії. 
У 382 році синод, що відбувся в Римі, отримавши точніші відомості, остаточно відхилив претензії Максимія на єпископство. 
Критичні промови Григорія Назіанзіна проти Максимія були написані вже після їхньої боротьби за владу і різко контрастують з його ж похвалами в двадцять п’ятій промові. Твір Максимія, De Fide, який докладно обговорювався Єронімом, втрачено.